# Enterolobium cyclocarpum
Il guanacaste (Enterolobium cyclocarpum (Jacq.) Griseb., 1860) è un albero sempreverde o breve deciduo della famiglia delle Fabacee, diffuso lungo le coste dell'ecozona neotropicale.
È stato eletto come albero nazionale della Costa Rica.

## Descrizione
Questa pianta è conosciuta per le sue grandi proporzioni ed espansione e la sua chioma spesso sferica.
Può superare il metro di diametro e raggiungere i 60 anni d'età.

## Distribuzione e habitat
L'areale di questa specie va dal Messico, attraverso l'America centrale, fino al Venezuela.
È comune nella provincia di Guanacaste (Costa Rica), da cui prende il nome.